# Powerage
Powerage ist das fünfte Studioalbum der australischen Hard-Rock-Band AC/DC, das im Mai 1978 erschien.

## Entstehung und Veröffentlichung
Die Erstveröffentlichung von Powerage erfolgte am 5. Mai 1978 bei Atlantic Records. Das Album erschien in seiner Originalausführung als LP mit neun Titeln (Katalognummer: KSD 19180). Im selben Jahr erschien eine Deluxeausführung mit einem Bonustitel (Katalognummer: ATL 50 483). Weltweit erschienen verschiedene Pressungen, die sich durch die Auswahl der Titel unterschieden. 1987 erschien erstmals eine CD-Ausführung (Katalognummer: 19180-2).
Geschrieben wurden alle Lieder gemeinsam von den AC/DC-Mitgliedern Bon Scott, Angus und Malcolm Young. Für die Produktion aller Lieder zeichneten Harry Vanda und George Young verantwortlich. Der Bassist Mark Evans stieg kurz vor den Aufnahmen aus und wurde durch Cliff Williams ersetzt. Die Aufnahmen fanden im Februar und März 1978 in den Albert-Studios in Sydney statt.
Auf der Tournee zum Album entstand das Livealbum If You Want Blood You’ve Got It, das ebenfalls 1978 veröffentlicht wurde.

## Stil
Im Sound sind die Wurzeln des Blues wieder durchweg erkennbar. Eine weitere Neuerung war, dass Angus Young bei sechs der Stücke sämtliche Gitarrenparts auf seiner Rhythmusspur einspielte und nicht, wie vorher üblich, seine Soli nachträglich hinzumischte.

## Unterschiede in verschiedenen Pressungen
Bei den veröffentlichten Versionen muss zunächst zwischen der LP-Pressung und der späteren CD-Version unterschieden werden. Es differieren die Stücke:
- Rock ‘n’ Roll Damnation, bei dem der Schluss unterschiedlich ist. Die LP-Fassung wird ausgeblendet, während auf der CD-Abmischung das Lied ein eigenes Ende besitzt. Bei der Erstauflage der deutschen LP-Pressung war das Lied gar nicht dabei.
- Down Payment Blues ist identisch außer dem „klassischen Blues-Teil“, der bei der CD-Abmischung noch am Schluss des Liedes angespielt wird. Dies erklärt den Unterschied von zehn Sekunden in der Liedlänge.
- Up to My Neck in You unterscheidet sich vor allem im Schluss, aber auch bei Schlagzeug und Bass.
- What’s Next to the Moon, bei dem die Gitarrensoli im Mittelteil und am Schluss unterschiedlich sind.
- Cold Hearted Man, das auf der CD nicht enthalten ist.
- Kicked in the Teeth, das auf der LP ein anderes Intro besitzt.

Die Lieder Gimme a Bullet und Gone Shootin’ sind offenbar in beiden Versionen gleich, aber auf dem LP-Cover ist eine falsche Laufzeit angegeben: So werden bei Gimme a Bullet 21 und bei Gone Shootin’ die doppelte Sekundenanzahl unterschlagen.
Weiterhin kann zwischen der australischen, der britischen und der weltweiten Veröffentlichung unterschieden werden. Auf der australischen und europäischen (außer der englischen) Pressung ist zusätzlich das Lied Cold Hearted Man enthalten, das aber auf der weltweiten Veröffentlichung ersatzlos gestrichen wurde. Mittlerweile ist Cold Hearted Man auch auf der deutschen LP nicht mehr enthalten.

## Titelliste (Nordamerika)
Seite 1
1. Rock ‘n’ Roll Damnation – 3:05
2. Down Payment Blues – 5:50
3. Gimme a Bullet – 3:21
4. Riff Raff – 5:14

Seite 2
1. Sin City – 4:40
2. What’s Next to the Moon – 3:15
3. Gone Shootin’ – 5:01
4. Up to My Neck in You – 4:58
5. Kicked in the Teeth – 3:45

## Singleauskopplungen
| Jahr | Titel                            | Höchstplatzierung, Gesamtwochen, AuszeichnungChartsChartplatzierungen (Jahr, Titel, , Platzierungen, Wochen, Auszeichnungen, Anmerkungen) | Anmerkungen                        |
| Jahr | Titel                            | UK | Anmerkungen                        |
| ---- | -------------------------------- | --- | ---------------------------------- |
| 1978 | Rock ‘n’ Roll Damnation Powerage | UK24 (9 Wo.)UK | Erstveröffentlichung: 2. Juni 1978 |

## Rezeption
Das Magazin Rock Hard listete in seiner Bestenliste, bestehend aus 500 Rock- und Metalalben, Powerage als vorletztes AC/DC-Album auf Platz 325. Götz Kühnemund vergab alle zehn möglichen Punkte in seiner Rezension und urteilte: „Das heimliche Lieblingsalbum der Band stellte sogar noch eine Steigerung zu Let There Be Rock dar und präsentierte die Jungs in einem leicht aufgemotzten Soundgewand. Sieht man mal von Sin City ab, das sich bis heute im AC/DC-Live-Set gehalten hat, sind zwar sämtliche Powerage-Songs im gigantischen Repertoire der Band untergegangen, qualitativ aber dennoch über jeden Zweifel erhaben. Ein Album, das man vom ersten bis zum letzten Ton genießt und das über die Jahre immer unwiderstehlicher wird!“ Das Album ist laut übereinstimmenden Aussagen das Lieblingsalbum der Bandmitglieder.

## Kommerzieller Erfolg

### Chartplatzierungen
Powerage avancierte zum Charterfolg in den Niederlanden (Rang 15), Schweden (Rang 19), Australien (Rang 22), Deutschland und dem Vereinigten Königreich (je Rang 26), der Schweiz (Rang 32), Österreich (Rang 48) und den Vereinigten Staaten (Rang 133).
| ChartsChartplatzierungen       | Höchstplatzierung | Wochen |
| ------------------------------ | ----------------- | ------ |
| Australien (ARIA)              | 22 (… Wo.)        | …      |
| Deutschland (GfK)              | 26 (1 Wo.)        | 1      |
| Österreich (Ö3)                | 48 (1 Wo.)        | 1      |
| Schweiz (IFPI)                 | 32 (1 Wo.)        | 1      |
| Vereinigte Staaten (Billboard) | 133 (17 Wo.)      | 17     |
| Vereinigtes Königreich (OCC)   | 26 (9 Wo.)        | 9      |

### Auszeichnungen für Musikverkäufe
| Land/Region                  | Auszeichnungen für Musikverkäufe (Land/Region, Auszeichnung, Verkäufe) | Verkäufe  |
| ---------------------------- | ---------------------------------------------------------------------- | --------- |
| Australien (ARIA)            | 3× Platin                                                              | 210.000   |
| Deutschland (BVMI)           | Gold                                                                   | 250.000   |
| Frankreich (SNEP)            | Gold                                                                   | 100.000   |
| Kanada (MC)                  | Gold                                                                   | 50.000    |
| Neuseeland (RMNZ)            | Gold                                                                   | 10.000    |
| Schweiz (IFPI)               | Gold                                                                   | 25.000    |
| Spanien (Promusicae)         | Gold                                                                   | 50.000    |
| Vereinigte Staaten (RIAA)    | Platin                                                                 | 1.000.000 |
| Vereinigtes Königreich (BPI) | Gold                                                                   | 100.000   |
| Insgesamt                    | 7× Gold · 4× Platin ·                                                  | 1.795.000 |

Hauptartikel: AC/DC/Auszeichnungen für Musikverkäufe